# Club Harmony
Le Club Harmony est un navire de croisière construit en 1969 par les chantiers navals Wärtsilä de Turku pour la compagnie Rederi AB Nordstjernan. Il est lancé 16 janvier 1969 et mis en service en juin 1969 comme porte-conteneurs sous le nom d’Axel Johnson. En 1986, il est vendu avec deux de ses navires jumeaux, l’Annie Johnson et le Margaret Johnson, à la compagnie Regency Cruises qui souhaite les convertir en navire de croisière, mais la reconstruction est abandonné en octobre 1986 à cause de problèmes financiers et il reste désarmé à Perama sous le nom de Regent Sun jusqu’à son rachat en 1987 par Navyclup, puis par Costa Croisières en 1988 qui le fait convertir en navire de croisière par les chantiers T. Mariotti de Gênes et le remet en service en 1990 sous le nom de Costa Marina dès juillet 1990. En 2011, il est vendu à la compagnie Polaris Shipping qui souhaite l’utiliser sur le marché asiatique, mais l’affaire ne fonctionne pas et le navire est vendu à la casse en 2014 et détruit à Alang.

## Histoire

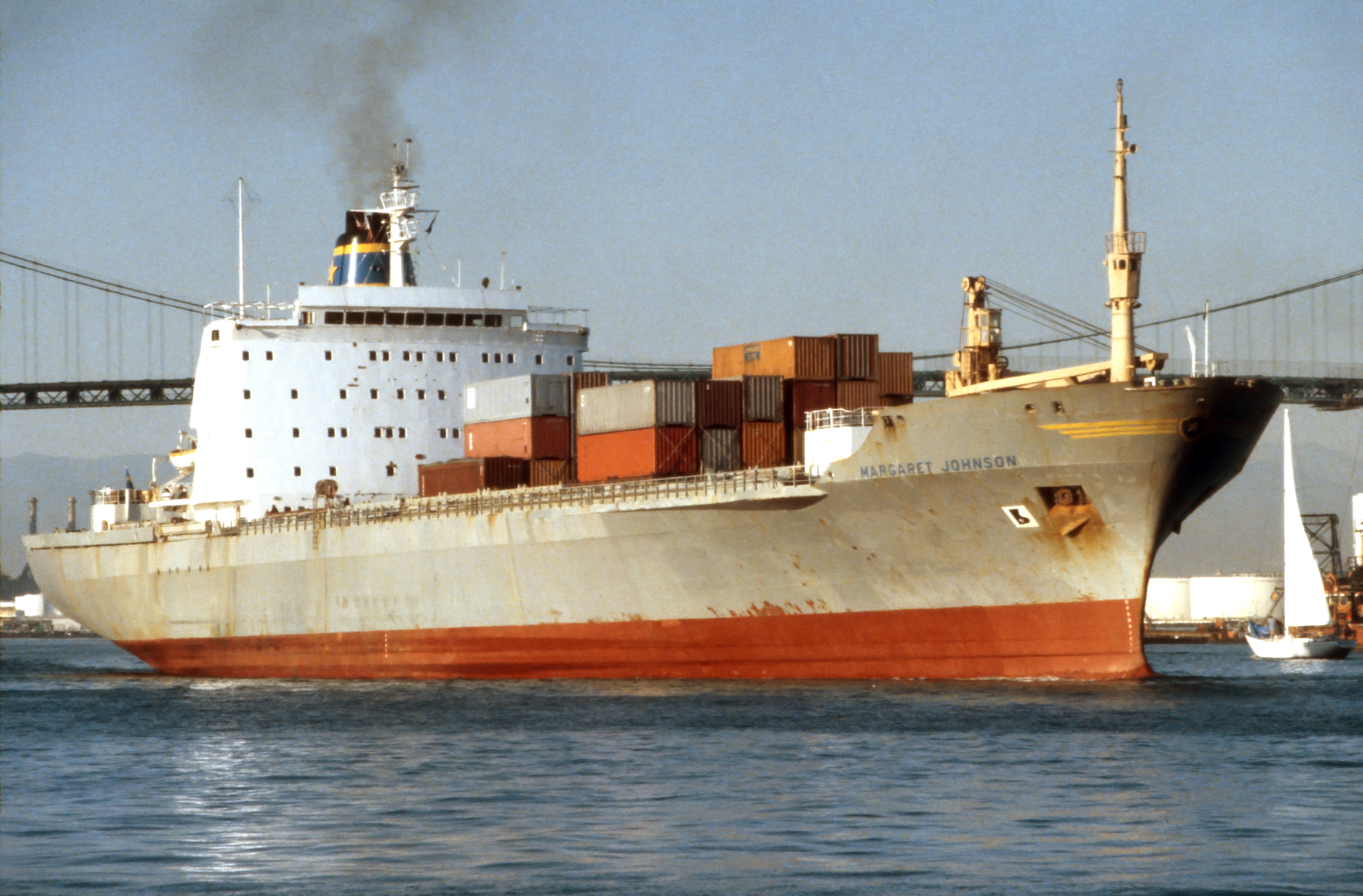
Le Margaret Johnson, un de ses navires jumeaux, à Los Angeles en septembre 1978.

Le Club Harmony est un navire de croisière construit en 1969 par les chantiers navals Wärtsilä de Turku pour la compagnie Rederi AB Nordstjernan. Il est lancé 16 janvier 1969 et mis en service en juin 1969 comme porte-conteneurs sous le nom d’Axel Johnson.

### Transformation

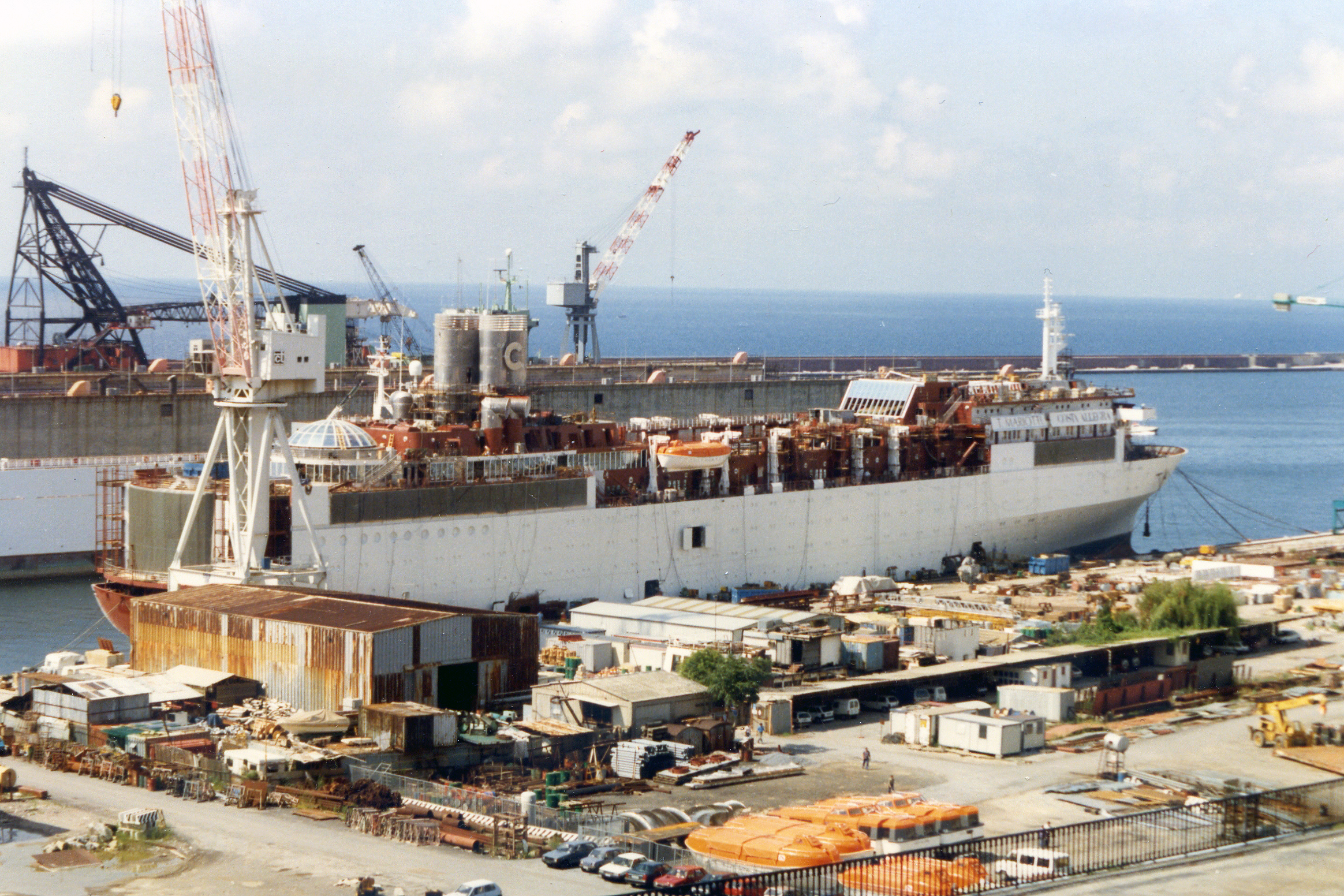
Le Costa Allegra, son navire jumeau, pendant sa reconversion à Gênes.

En 1986, il est vendu avec deux de ses navires jumeaux, l’Annie Johnson et le Margaret Johnson, à la compagnie Regency Cruises qui souhaite les convertir en navire de croisière. L’Annie Johnson devient le Regent Moon, le Margaret Johnson devient le Regent Sky et l’Axel Johnson devient le Regent Sun et l. Ils sont envoyés au Pirée, mais la reconstruction est abandonné en octobre 1986 à cause de problèmes financiers. Les navires sont mis en vente et, en 1987, le Regent Sun est racheté par Navyclup, mais reste désarmé à  Perama.

### Asie

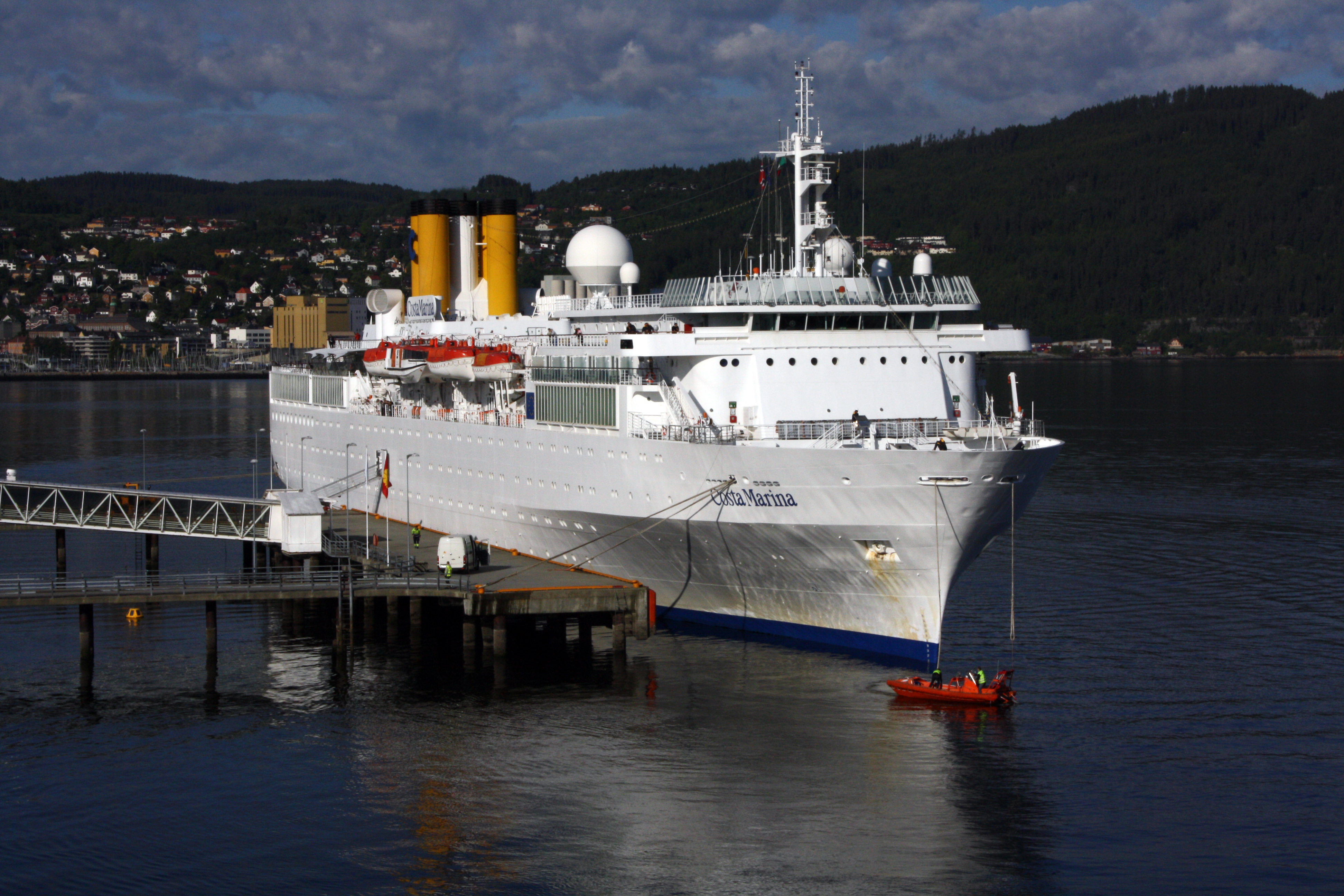
Le Costa Marina à Trondheim en juin 2009.

L’année suivante, Costa Croisières le rachète et la conversion est achevée en juillet 1990 aux chantiers T. Mariotti de Gênes. Le navire se nomme désormais Costa Marina et débute sa première croisière vers les Caraïbes le 22 juillet 1990. Il reste en service pour Costa Croisières jusqu’en novembre 2011, lorsque son âge pousse la compagnie à le mettre en vente.
La société Polaris Shipping le rachète afin de conquérir le marché asiatique, en pleine expansion. Le Costa Marina devient le Harmony Club et navigue pour Harmony Cruises, filiale de Polaris Shipping. Le navire effectue des croisières au départ de Busan, mais reste désarmé de nombreux mois chaque année. En 2014, il est vendu à la casse. Il arrive à Alang le 24 octobre 2014 et est détruit.

## Navires-Jumeaux
Il a quatre navires jumeaux:
- l’Annie Johnson, transformé en navire de croisière en 1990 et détruit en 2014 à Alang.
- l’Antonia Johnson, qui a été détruit en 1999 à Alang.
- le Margaret Johnson, qui a été détruit en 1987 à Aliağa.
- le San Francisco, qui a été détruit en 2007 à Alang.